# José María Miró
José María Miró (Buenos Aires, 1867-Buenos Aires, 1896) fue un escritor, periodista y poeta argentino, conocido por su seudónimo literario Julián Martel.  Su obra más destacada es La bolsa (1890), que es la única novela de su producción, es considerada una pieza de gran valor literario que lo ubica entre los escritores más destacados de finales del siglo XIX y tiene una importante impronta antisemita. 
Proveniente de una familia aristocrática en desgracia, trabaja a partir de 1888 en el diario La Nación como cronista bursátil, este conocimiento le brinda la base para su novela La bolsa. Publica con éxito dicho relato en forma de folletín en La Nación entre el 24 de agosto y el 4 de octubre de 1891, donde él mismo relata la especulación bursátil de la década de 1880 y las ansias de riqueza fácil. Adscrito al ámbito de la bohemia literaria de Buenos Aires, toma contacto con los primeros brotes del movimiento modernista. Dicho movimiento influye sobre sus poemas, que merecen una crítica favorable de Rubén Darío. 
Si bien su temprana muerte antes de llegar a los treinta años hizo que no tuviera una producción abundante, sus poemas reflejan cabalmente el modernismo y el naturalismo, las dos tendencias literarias de fines del siglo XIX en la Argentina.

## Obras
- La bolsa. Julián Martel  (seudónimo de José María Miró).  Publicación original: Buenos Aires, Imprenta Artística Buenos Aires, 1898